# Gli assassini di Iside
Gli assassini di Iside (The Assassins of Isis), sottotitolato Amerotke contro i profanatori di tombe, è un romanzo di Paul Doherty del 2004, uscito in Italia nel 2006.

## Trama
La tomba di Rahimere, una casa di eternità il cui possessore è da tempo volato verso l'Occidente, si trova da qualche parte nel deserto, e da tempo è stata tenuta segreta per molti anni. Ma ora i Seabus, una setta che prende il nome da degli omonimi demoni, hanno saccheggiato il sepolcro e ne hanno trafugato il segreto più potente. Il Faraone donna Hatusu è quindi costretta a combattere per proteggere le tombe della sua gente, ma deve anche vedersela con un nuovo duplice omicidio: riguarda il generale Suten, il più grande eroe dell'esercito egizio, trovato senza vita sul suo letto morso da alcune vipere velenose, e Madfet, il capitano delle guardie, trovato assassinato. Le cose sembrano andare totalmente fuori controllo quando un'ombra oscura si abbatte sul pacifico tempio di Iside, dove quattro delle servitrici del tempio sono sparite senza lasciare alcuna traccia. Convinta che i fatti abbiano un'origine comune, il Faraone incarica dunque il suo giudice capo Amerotke di aiutarla a risolvere i misteri, anche a costo di affrontare forze che vanno oltre la sua giurisdizione, prima che l'Egitto crolli sotto i colpi di questa folle tempesta.

## Personaggi
- Amerotke: protagonista del libro e della serie. Giudice severo ma onesto, oltre che astuto e coraggioso.
- Hatusu: vedova di Thutmosi II, diverrà il Faraone Hatshepsut.
- Madfet: capitano delle guardie del Faraone.
- Khetra: misterioso capo dei Seabus, un gruppo di saccheggiatori di tombe, e antagonista della serie.

## Edizioni
- Paul Doherty, Gli assassini di Iside, traduzione di Igor Longo, collana Il Giallo Mondadori, Mantova, Mondadori, 3 agosto 2006,  p. 208, ISBN non esistente.